# Blackadder Water
Blackadder Water is een rivier in de Scottish Borders. Het is een zijrivier van Whiteadder Water, die op zijn beurt uitmondt in de Tweed (vlak bij de monding in Berwick-on-Tweed). In het dal waardoor Blackadder Water stroomt, ligt een dorpje dat ook de naam Blackadder draagt.
Er bestaat een vermoeden dat de televisieserie Blackadder naar het riviertje is genoemd, omdat hoofdrolspeler en schrijver Rowan Atkinson niet ver van de rivier vandaan heeft gewoond (in het Engelse graafschap Durham). Hierover bestaat echter geen zekerheid.